# Åkarp
Åkarp è un'area urbana della Svezia situata nel comune di Burlöv, contea di Scania.
La popolazione risultante dal censimento 2010 era di 5 617 abitanti .